# 天鹅绝唱
天鹅绝唱是指某人在死亡或退休前进行的最后一次表演、付出的最后一次努力，或者摆出的最后一副姿态。這一概念源自古代人所相信的一个说法，即天鹅在一生的绝大部分时间里都是安静的，而在死前则会发出一次美妙歌鸣。这一说法的依据一直存在争议，至公元前3世纪，古希腊已有天鹅绝唱這種說法，在后世的西方诗歌与艺术中被多次重提。